# Коммунистическая лига 23 сентября
Коммунистическая лига 23 сентября (исп. Liga Comunista 23 de Septiembre) — мексиканская леворадикальная (марксистско-ленинская) партизанская организация. Создана в начале 70-х. Активно действовала в Мехико, Гвадалахаре и Монтеррее.
Появление LC23S стало результатом объединения и слияния различных вооруженных революционных организаций с целью создания объединенного фронта по борьбе с олигархическим режимом мексиканского правительства Институционально-революционной партии. Название происходит от даты неудачного штурма армейских казарм в Мадере, штат Чиуауа 23 сентября 1965 г.